# Výtoková armatura

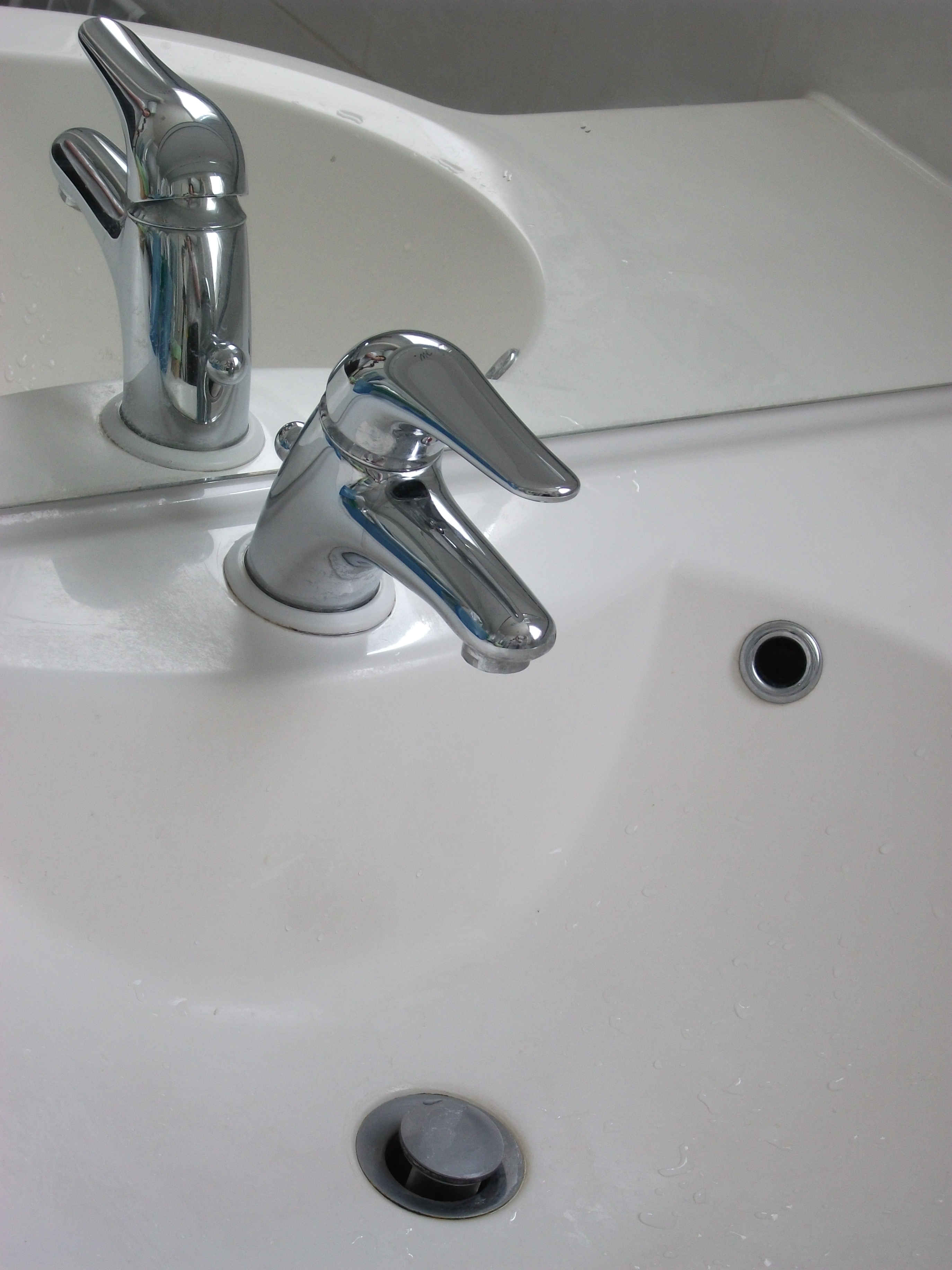
Umyvadlová páková baterie

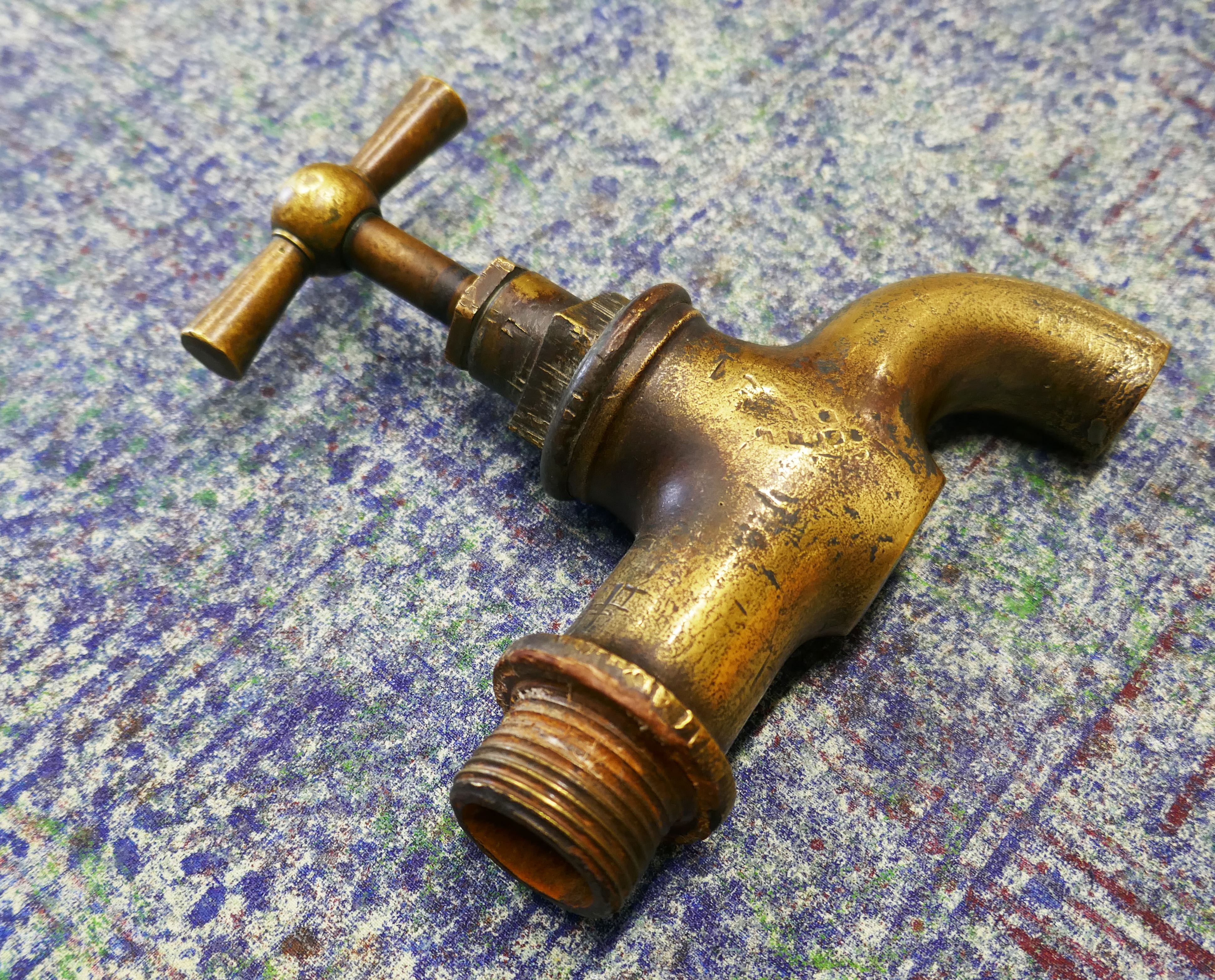
Historický vodovodní kohoutek

Výtoková armatura zabezpečuje přímý výtok vody z potrubí.

## Vnitřní vodovod
Výtokové armatury se ve vnitřních (domovních) vodovodech používají jako koncové armatury jednotlivých větví rozvodu. Přiváděná voda výtokovou armaturou vytéká do zařizovacího předmětu. Výtokové armatury mohou být různých konstrukcí: páková vodovodní baterie s diskovou kartuší, kohoutková (vřetenová) vodovodní baterie, páková vodovodní baterie s posuvnou mixážní vložkou, páková vodovodní baterie s kulovou vložkou apod. Hovorově se jedná o vodovodní kohoutek, při směšování teplé a studené vody o vodovodní baterii.
Připojování výtokových armatur může být stojánkové nebo nástěnné.

## Požární vodovod
Vnější odběrná místa
Nejběžněji jsou součástí vnějšího vodovodu nadzemní a podzemní hydranty, požární výtokové stojany. K vnějším odběrným místům patří plnicí místa, kde nadzemní výtoková armatura umožňuje plnění nádrží mobilní požární techniky horním otvorem, např. cisternové automobilové stříkačky.
Vnitřní odběrná místa
Vnitřní odběrná místa tvoří hadicové systémy s tvarově stálou anebo zploštitelnou hadicí napojené na vnitřní vodovod.

## Zpracování
Výtokové armatury se vyrábějí z kovů a plastů. Mohou být ozdobné.